# Metriseerbaarheidsstelling van Urysohn
In de topologie, een deelgebied van de wiskunde, geeft de metriseerbaarheidsstelling van Urysohn de voorwaarden aan, waaronder een topologische ruimte {\displaystyle (X,{\mathcal {T}})} metriseerbaar is, dat wil zeggen onder welke voorwaarden er een metriek op de onderliggende verzameling {\displaystyle X} bestaat die de topologie {\displaystyle {\mathcal {T}}} induceert. Het belangrijkste idee is zodanige voorwaarden aan {\displaystyle X} te stellen, dat het mogelijk wordt {\displaystyle X} in een metrische ruimte {\displaystyle Y} in te bedden door {\displaystyle X} door middel van een homeomorfisme te identificeren met een deelruimte van {\displaystyle Y}. De stelling is geformuleerd door de Russische wiskundige Pavel Urysohn. 

## Stelling
De stelling kan als volgt worden samengevat:

Voor een hausdorff-ruimte die voldoet aan het tweede aftelbaarheidsaxioma, zijn regulariteit, volledige regulariteit, normaliteit en metriseerbaarheid equivalente eigenschappen.
Er geldt zelfs:

Voor een {\displaystyle T_{1}}-ruimte {\displaystyle X} zijn de volgende voorwaarden equivalent:
1. {\displaystyle X} is een reguliere ruimte en voldoet aan het tweede aftelbaarheidsaxioma.
2. {\displaystyle X} is een separabele en metriseerbare ruimte.
3. {\displaystyle X} kan ingebed worden in de hilbert-kubus {\displaystyle [0,1]^{\aleph _{0}}}.

## Externe bron
- (en)  The Urysohn metrization theorem (Metriseerbaarheidsstelling van Urysohn), Philip Foth, 2005